# Pachylobus klaineanus
Pachylobus klaineanus is een plantensoort uit de familie Burseraceae. Het is een groenblijvende boom met een lage, spreidende kroon. Meestal groeien de bomen tot 20 meter hoogte, maar sommige exemplaren kunnen tot 30 meter hoog worden. De stam is onregelmatig, tot 100 centimeter in diameter. Soms vertakt de boom zich vanaf het begin van de stam en soms is de stam 10 tot 15 meter vrij van takken. De vruchten zijn ongeveer 25 millimeter lang.
De soort komt voor in tropisch West- en westelijk Centraal-Afrika, van Sierra Leone tot in Kameroen en meer zuidwaarts tot in Gabon. De boom groeit daar in kustbossen, waar hij deel uitmaakt van de ondergroei, verder in droge loofbossen, langs bosranden, in moerassige savannes, groenblijvende bossen en semi-bladverliezende loofbossen en nabij rivieren. De boom groeit op hoogtes van bijna zeeniveau tot 700 meter.
De vruchten zijn eetbaar en worden zowel rauw of gekookt gegeten. De pulp wordt gekookt of geroosterd, wat een soort boter oplevert. De bladeren hebben een medicinale werking en wordt onder andere in gemalen vorm gebruikt in een klysma dat wordt toegepast tegen pijnlijke menstruatie. Het kernhout is grijs tot geelachtig grijsbruin met donkere strepen en wordt gebruikt in de bouw en voor mortieren, bijlstelen en wagens. Verder is het hout ook geschikt voor telegraafpalen en spoorbielzen.

## Synoniemen
- Haematostaphis deliciosa (A.Chev. ex Hutch. & Dalziel) Pellegr.
- Sorindeia deliciosa A.Chev. ex Hutch. & Dalziel
- Dacryodes afzelii (Engl.) H.J.Lam
- Dacryodes barteri (Engl.) H.J.Lam
- Dacryodes klaineana (Pierre) H.J.Lam
- Dacryodes zenkeri (Engl.) H.J.Lam
- Pachylobus afzelii Engl.
- Pachylobus albiflorus Guillaumin
- Pachylobus barteri Engl.
- Pachylobus deliciosus (A.Chev. ex Hutch. & Dalziel) Pellegr.
- Pachylobus paniculatus Hoyle
- Pachylobus zenkeri Engl.
- Santiriopsis klaineana Pierre